# Planodes denticornis
Planodes denticornis är en skalbaggsart som först beskrevs av Louis Alexandre Auguste Chevrolat 1858.  Planodes denticornis ingår i släktet Planodes och familjen långhorningar. Inga underarter finns listade i Catalogue of Life.